# プストイ島
プストイ島 (Pustoi Island、アレウト語：Taĝilgadax) (北緯53度23分43秒 西経167度49分31秒 / 北緯53.39528度 西経167.82528度)とは、アラスカ州アリューシャン列島フォックス諸島を構成する一つの島である。

## 地理
直径482.8m(0.3マイル)で、ウムナック島の北東沖Ship Rockの北のウムナックPassに位置する。

## 歴史
島の名前はロシア語で"desert island,"を意味する"Ostrov Pustoy,"に由来し、海洋冒険家ピーター・クジミッチ・ Krenitzinが名づけ、 1852年にミハイル・ドミトリエヴィッチ・テベンコフが発表した。